# Regionální pohár
Regionální pohár je český přípravný hokejový turnaj, ve kterém účastníci, kluby hrající převážně v 1. lize, bojují o body do tabulky, přičemž se každý utká s každým dvakrát (systémem "doma-venku"). Vítěz obdrží putovní pohár.
Turnajů se zúčastnily následující kluby: HC Dukla Jihlava, HC Olomouc, IHC KOMTERM Písek  ,HC Rebel Havlíčkův Brod, SK Horácká Slavia Třebíč, Hockey Club Tábor, Orli Znojmo, ČEZ Motor České Budějovice a Rytíři Kladno.

## Vítězové Regionálního poháru
| Ročník    | Rok            | Vítěz                      | 2. místo                 |
| --------- | -------------- | -------------------------- | ------------------------ |
| 1. ročník | 2010 - Detaily | Hockey Club Tábor          | Orli Znojmo              |
| 2. ročník | 2011 - Detaily | SK Horácká Slavia Třebíč   | HC Dukla Jihlava         |
| 3. ročník | 2012 - Detaily | SK Horácká Slavia Třebíč   | HC Olomouc               |
| 4. ročník | 2013 - Detaily | SK Horácká Slavia Třebíč   | HC Rebel Havlíčkův Brod  |
| 5. ročník | 2014 - Detaily | ČEZ Motor České Budějovice | SK Horácká Slavia Třebíč |
| 6. ročník | 2015 - Detaily | ČEZ Motor České Budějovice | Rytíři Kladno            |

## Počet titulů Regionálního poháru
| Počet titulů | Klub                       | Sezóny           |
| ------------ | -------------------------- | ---------------- |
| 3 tituly     | SK Horácká Slavia Třebíč   | 2011, 2012, 2013 |
| 2 tituly     | ČEZ Motor České Budějovice | 2014, 2015       |
| 1 titul      | Hockey Club Tábor          | 2010             |